# Rio Barrier
O rio Barrier é um rio do Parque Nacional Mount Aspiring ("Mount Aspiring National Park") na Região do Southland na Nova Zelândia. É um afluente do rio Pyke, no qual ele vai desaguar a cerca de 1 km a sul do lago Wilmot. 
O rio Barrier é alimentado por glaciares e campos de gelo: 
- Demon Gap Icefall (ramo Norte)
- Silver Glacier (via Silver Stream, entre os ramos)
- Barrier Ice Stream (ramo Sul)